# Vilniaus degtinė
Vilniaus degtinė (Ви́льняус дягти́не; «Вильнюсская водка» VSE: VDG1L) — литовская компания, производящая крепкие алкогольные напитки. 
Главный офис компании располагается в Вильнюсе. Выгонка зернового спирта производится на Обяляйском винокуренном заводе.
Главный продукт компании — водка. Прочие крепкие напитки производства Vilniaus degtinė преимущественно обладают оригинальной рецептурой и производятся из натуральных ягод, орехов, фруктовых соков, мёда, трав, настоек различных пряностей и специй. Также производятся сертифицированные кошерные крепкие напитки. 

## Акционеры[1]
- 68,3 % — Sobieski Sp.Z.o.o.
- 14,8 % — Darius Žaromskis
- 9,15 % — клиенты Skandinaviska Enskilda banken

## История
- 1907 — год основания компании; окончание строительства винокуренного завода в Обеляй
- 1932 — модернизация завода после Первой мировой войны
- 1975-1977 — модернизация винокуренного завода; новое оборудование и здания
- 2003 — более 80 % акций компании приобрела французская компания Belvedere SA
- 2005 — оборот компании составил 50 млн литов
- 2007 — начало сотрудничества с коньячным домом Tessendier and Fills
- 2010 — компания приступила к внедрению системы LEAN, целью которой является создание максимальной ценности для клиента и повышение своего конкурентного преимущества на фоне минимизации использования собственных ресурсов.
- 2012 — обновлён товарный знак Vilniaus Degtinės[2]
- 2013 — продукция занимала 24 % местного рынка спиртных напитков.